# Liste der österreichischen Regierungsmitglieder aus Vorarlberg
Die Liste der österreichischen Regierungsmitglieder aus Vorarlberg umfasst alle aus dem Bundesland Vorarlberg stammenden Mitglieder der österreichischen Bundesregierungen in der Ersten (1918–1938) und Zweiten Republik (seit 1945). Gesondert aufgeführt werden die aus Vorarlberg stammenden Staatssekretäre, da diese zwar nach den Bestimmungen der Bundesverfassung keine Mitglieder der Bundesregierung sind, jedoch an den Sitzungen des Ministerrats (ohne Stimmrecht) teilnehmen und allenfalls den jeweiligen Bundesminister vertreten können.

## Mitglieder der Bundesregierung aus Vorarlberg
- Name (Lebensdaten): Nennt den Namen des Politikers. In Klammern stehen bei noch lebenden Personen das Geburtsjahr und bei bereits verstorbenen Mitgliedern das Geburts- und Sterbejahr.
- Ernennung: Gibt den Zeitpunkt der Ernennung durch den Bundespräsidenten an (Art. 70 Abs. 1 B-VG).
- Ausscheiden: Gibt den letzten Tag der gesamten Amtszeit als Regierungsmitglied an. Bei unterschiedlichen ausgeübten Ministerposten wird nur das Ende der letzten Tätigkeit als Bundesminister angegeben.
- Position: Die jeweilige vom Regierungsmitglied bekleidete Position (Bundeskanzler, Vizekanzler oder Bundesminister). Im Falle der Bundesminister wird auch das dabei geführte Ressort angeführt.
- Bundesregierungen: Gibt an, Teil welcher Bundesregierungen das Regierungsmitglied jeweils war. Der Einfachheit halber werden die Bundesregierungen mit dem Namen des jeweiligen Bundeskanzlers bezeichnet und im Falle mehrere Legislaturperioden mit römischen Ziffern ergänzt.
- Partei: Partei, die das jeweilige Regierungsmitglied für die Regierungsposition nominiert hat oder der die Person während der Regierungstätigkeit zugehörig war.

| Name (Lebensdaten)                    | Ernennung     | Ausscheiden   | Position | Bundesregierungen                                         | Partei    | Anmerkungen                                                                                            |
| ------------------------------------- | ------------- | ------------- | --- | --------------------------------------------------------- | --------- | --- |
| Magnus Brunner (* 1972)               | 6. Dez. 2021  | 19. Nov. 2024 | Bundesminister für Finanzen | Nehammer                                                  | ÖVP       | zuvor Staatssekretär im Klimaschutzministerium (2020–2021) danach Mitglied der Europäischen Kommission |
| Otto Ender (1875–1960)                | 4. Dez. 1930  | 10. Juli 1934 | Bundeskanzler (1930–1931) Bundesminister betraut mit der Fortführung der Geschäfte des Bundesministeriums für soziale Verwaltung (1931) Bundesminister betraut mit der sachlichen Leitung der Angelegenheiten der Verfassungs- und Verwaltungsreform (1933–1934) | Ender, Dollfuß I, Dollfuß II                              | VF        | |
| Jodok Fink (1853–1929)                | 15. März 1919 | 24. Juni 1920 | Vizekanzler | Renner II, Renner III                                     | CSP       | |
| Elisabeth Gehrer (* 1942)             | 4. Mai 1995   | 11. Jän. 2007 | Bundesministerin für Unterricht und kulturelle Angelegenheiten (1995–2000) Bundesministerin für Bildung, Wissenschaft und Kultur (2000–2007) | Vranitzky IV, Vranitzky V, Klima, Schüssel I, Schüssel II | ÖVP       | |
| Hubert Gorbach (* 1956)               | 28. Feb. 2003 | 11. Jän. 2007 | Bundesminister für Verkehr, Innovation und Technologie Vizekanzler | Schüssel II                                               | FPÖ/BZÖ   | |
| Ernst Kolb (1912–1978)                | 18. Feb. 1948 | 31. Okt. 1954 | Bundesminister für Handel und Wiederaufbau (1948–1952) Bundesminister für Unterricht (1952–1954) | Figl I, Figl II, Figl III, Raab I                         | ÖVP       | |
| Michael Linhart (* 1958)              | 11. Okt. 2021 | 6. Dez. 2021  | Bundesminister für europäische und internationale Angelegenheiten | Schallenberg                                              | ÖVP       | |
| Johann Josef Mittelberger (1879–1963) | 4. Mai 1929   | 26. Sep. 1929 | Bundesminister für Finanzen | Streeruwitz                                               | CSP       | |
| Eckart Ratz (* 1953)                  | 22. Mai 2019  | 28. Mai 2019  | Bundesminister für Inneres | Kurz I, Einstw. BReg Löger                                | parteilos | mit der Fortführung der Amtsgeschäfte betraut bis zum 3. Juni 2019                                     |
| Johannes Rauch (* 1959)               | 8. März 2022  | 3. März 2025  | Bundesminister für Soziales, Gesundheit, Pflege und Konsumentenschutz | Nehammer, Einstw. BReg Schallenberg                       | GRÜNE     | |
| Hans Jörg Schelling (* 1953)          | 1. Sep. 2014  | 18. Dez. 2017 | Bundesminister für Finanzen | Faymann II, Kern                                          | ÖVP       | |
| Guido Schmidt (1901–1957)             | 16. Feb. 1938 | 11. März 1938 | Bundesminister für die Auswärtigen Angelegenheiten im Bundeskanzleramt | Schuschnigg IV                                            | VF        | zuvor Staatssekretär im Bundeskanzleramt                                                               |
| Emil Schneider (1883–1961)            | 17. Apr. 1923 | 16. Juni 1926 | Bundesminister für Unterricht | Seipel I, Seipel II/III, Ramek I                          | CSP       | |
| Jürgen Weiss (* 1947)                 | 22. Okt. 1991 | 29. Nov. 1994 | Bundesminister für Föderalismus und Verwaltungsreform im Bundeskanzleramt | Vranitzky III                                             | ÖVP       | |
| Wilhelm Wolf (1897–1939)              | 11. März 1938 | 13. März 1938 | Bundesminister für auswärtige Angelegenheiten | Seyß-Inquart                                              | NSDAP     | Außenminister der nationalsozialistischen Übergangsregierung                                           |

## Staatssekretäre aus Vorarlberg
| Name (Lebensdaten)              | Ernennung     | Ausscheiden   | Position | Bundesregierungen            | Partei | Anmerkungen                               |
| ------------------------------- | ------------- | ------------- | --- | ---------------------------- | ------ | ----------------------------------------- |
| Carl Heinz Bobleter (1912–1984) | 2. Apr. 1964  | 19. Jän. 1968 | Staatssekretär im Bundesministerium für auswärtige Angelegenheiten                                          | Klaus I, Klaus II            | ÖVP    |                                           |
| Magnus Brunner (* 1972)         | 7. Jän. 2020  | 6. Dez. 2021  | Staatssekretär im Bundesministerium für Klimaschutz, Umwelt, Energie, Mobilität, Innovation und Technologie | Kurz II, Schallenberg        | ÖVP    | danach Bundesminister für Finanzen        |
| Franz Grubhofer (1914–1970)     | 19. Dez. 1956 | 11. Apr. 1961 | Staatssekretär im Bundesministerium für Inneres                                                             | Raab II, Raab III, Raab IV   | ÖVP    |                                           |
| Ulrich Ilg (1905–1986)          | 13. Juli 1934 | 3. Aug. 1934  | Staatssekretär im Bundesministerium für Land- und Forstwirtschaft                                           | Dollfuß II/Schuschnigg I     | VF     |                                           |
| Guido Schmidt (1901–1957)       | 11. Juli 1936 | 16. Feb. 1938 | Staatssekretär für die Auswärtigen Angelegenheiten im Bundeskanzleramt                                      | Schuschnigg III              | VF     | danach Bundesminister im Bundeskanzleramt |
| Ernst Winsauer (1890–1962)      | 26. Sep. 1945 | 20. Dez. 1945 | Unterstaatssekretär im Staatsamt für Volksernährung                                                         | Prov. Staatsregierung Renner | ÖVP    |                                           |